# Tom Cairney
Thomas "Tom" Cairney (Nottingham, 1991. január 20.) angol születésű skót válogatott labdarúgó, a Fulham középpályása.

## Pályafutása

### Klubcsapatokban

#### Hull City AFC

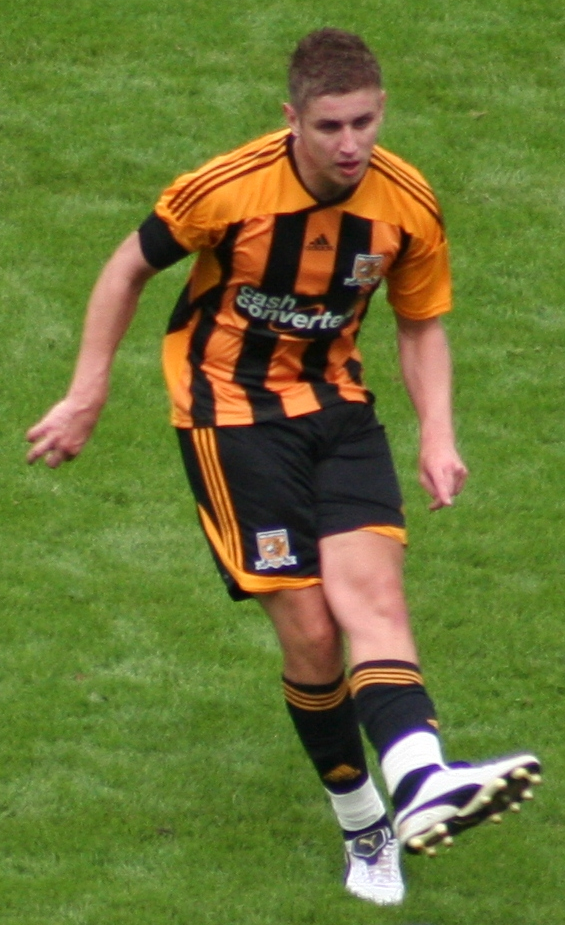
Cairney a Hull City játékosaként 2011-ben.

Cairney a Hull City ifiakadémiáján kezdett futballozni. A 2008–09-es szezon végén megválasztották a csapat legjobb fiatal játékosának. Ezért 2009 júniusában kétéves szerződést írt alá a klubbal.
2009. július 31-én, az Asia Trophy döntőjén, a Tottenham Hotspur ellen lépett pályára először az első csapatban. Tétmeccsen augusztus 25-én, egy Southend United elleni Ligakupa-meccsen debütált. 2010. január 30-án, a Wolverhampton Wanderers ellen a Premier League-ben is bemutatkozhatott. 2010. március 7-én, az Everton elleni 5–1-es vereség alkalmával megszerezte első bajnoki gólját a Hull színeiben, egy lenyűgöző, a tizenhatoson kívülről leadott lövéssel. 2010. március 31-én új, hároméves szerződést írt alá a klubbal. Az idény során összesen 14 alkalommal lépett pályára, és egy gólt szerzett.
A Hull kiesését követően Cairney a 2010–11-es szezonban kezdett el érvényesülni az első csapatban. A Norwich City ellen egy győzelmet érő szabadrúgás gólt szerzett, amellyel a Hull 30 mérkőzés után először nyert idegenben. 2011 januárjában új szerződést írt alá a klubbal, amely 2013-ig szólt. Annak ellenére, hogy az idény során sérülést szenvedett, Cairney összesen 23 alkalommal lépett pályára a 2010–11-es szezonban.
A 2011–12-es szezonban Cairney továbbra is az első csapatban szerepelt, és 2011. október 22-én, a Watford ellen 3–2-re megnyert mérkőzésen két gólpasszt adott. Ezt követően 2012. január 7-én megszerezte első gólját a szezonban, amikor az Ipswich Town ellen, a 3–1-es FA-kupa harmadik fordulós győzelem alkalmával betalált. Annak ellenére, hogy lábsérülést szenvedett, Cairney összesen 29 alkalommal lépett pályára a Hull színeiben a 2011–12-es szezonban.
A 2012–2013-as szezon elején Cairney fontos szerepet játszott a Hull City számára a Doncaster Rovers elleni Ligakupa-mérkőzésen, amelyet 2012. augusztus 28-án 3–2-re veszítettek el. A találkozón két gólpasszt is adott. Azonban a mérkőzés során súlyos térdsérülést szenvedett, miután a Doncaster játékosa, James Husband egy meggondolatlan belépővel szerelte. Steve Bruce, a Hull menedzsere később 'horror-szerelésnek' nevezte az esetet. Cairney több mint három hónapig volt sérült, mielőtt 2012. december 8-án visszatérhetett volna: a Watford elleni idegenbeli győzelem alkalmával már a kispadon ült. Egy héttel később, a Huddersfield elleni hazai mérkőzésen tért vissza a pályára, amikor a 63. percben csereként állt be Corry Evans helyére.
Az FA-kupa harmadik fordulójában, 2013. január 5-én a Leyton Orient ellen gólpasszt adott Nick Proschwitznek az 1–1-es döntetlennel záruló mérkőzésen, amely visszavágót eredményezett. A harmadik forduló visszavágóján Cairney szerezte a győztes gólt, amellyel a Hull City 2–1-re győzött, és továbbjutott a következő körbe. Bár a szezon hátralévő részében kevesebb játéklehetőséget kapott, és gyakran a kispadon maradt, összesen 14 alkalommal lépett pályára, és egy gólt szerzett. A szezon végén a Hull City feljutott a Premier League-be.

#### Blackburn Rovers

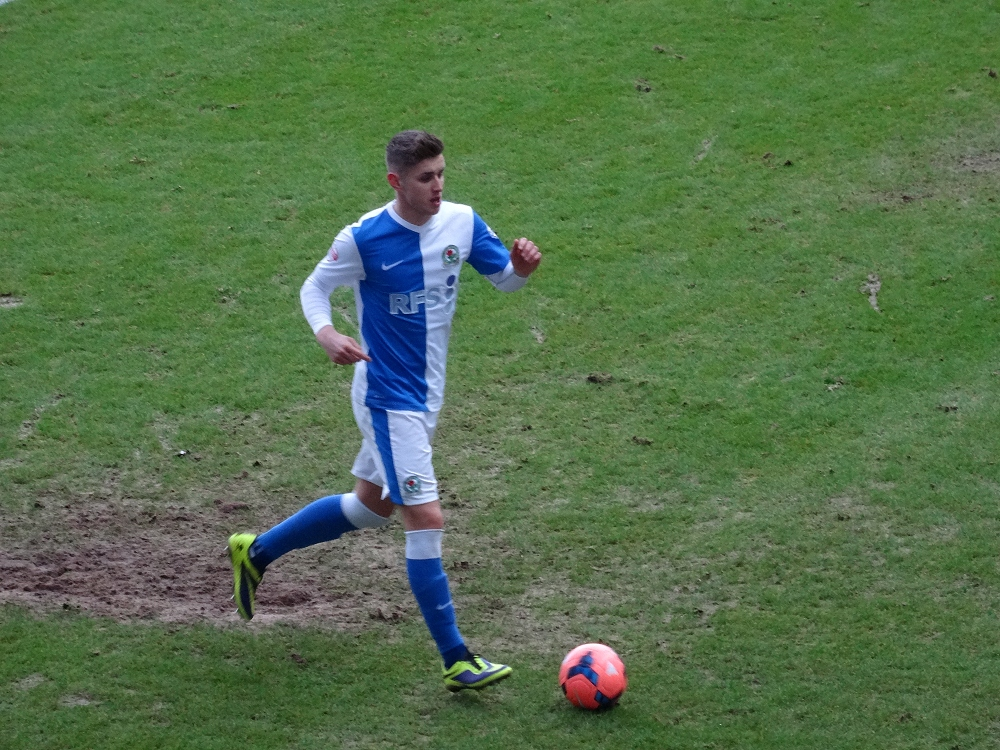
Cairney a Blackburn Rovers játékosaként 2014-ben.

2013. augusztus 1-jén 2014 januárjáig kölcsönbe került a Blackburn Rovershez.
A Derby County elleni 1–1-es döntetlen alkalmával debütált kék-fehéreknél, amikor a 77. percben Alex Marrow helyére állt be csereként. Két nappal később először nevezték a kezdőcsapatba a Carlisle United ellen, egy eseménydús Ligakupa-mérkőzésen, ahol egy gólt szerzett és egy gólpasszt adott, mielőtt pályafutása során először kiállították két sárga lap után. Augusztus 24-én megszerezte első bajnoki gólját, a Barnsley elleni 5–2-es győzelem alkalmával. Cairney hamar megvetette a lábát a Blackburn Rovers első csapatában. 2014. január 1-jén, a Leeds United elleni 2–1-es győzelem alkalmával két gólpasszt is adott.
2014. január 2-án véglegesen átigazolt a Blackburnhöz, miután sikeres szezont töltött a klubnál kölcsönben. Cairney így nyilatkozott az átigazolásával kapcsolatban: „Nagyon örülök, hogy véglegesen aláírtam – ez volt a célom, amikor augusztusban kölcsönbe érkeztem.” A végleges szerződés megkötése után, 2014. január 28-án, megszerezte második bajnoki gólját a Blackburn Rovers színeiben, mindkettőt a Barnsley ellen. A helyi újság, a Lancashire Telegraph, január legjobbjának választotta. Később egy Reading elleni mérkőzésen bokasérülést szenvedett, ami miatt egy időre kikerült a csapatból. 2014. április 1-jén tért vissza a pályára a Brighton & Hove Albion elleni 3–3-as döntetlen alkalmával, ahol gólt szerzett és egy gólpasszt is kiosztott. Bár egy újabb sérülés hátráltatta, Cairney hamar visszatért az első csapatba, és további egy-egy gólt szerzett a Charlton Athletic és a Wigan Athletic ellen. Sikeres szezonját azzal koronázta meg, hogy a szurkolók őt választották meg a 2013–14-es idény legjobb játékosának. A szezon végére Cairney összesen 40 mérkőzésen lépett pályára, és 6 gólt szerzett.
A 2014–15-ös szezonban Cairney jól kezdett, mivel az idény első hónapjának végéig két gólt szerzett: egyet a Cardiff City, egyet pedig a Norwich City ellen (utóbbi góljáért megkapta a klub „Év Gólja” díját). Továbbra is a középpálya közepén játszott, és teljesítményéért jelölték az augusztusi hónap játékosának, de végül alulmaradt a Charlton játékosa, Igor Vetokelevel szemben. 2014. november 22-én, a Leeds United elleni 2–1-es győzelem során Cairney-t kiállították, miután megkapta második sárga lapját. Nem sokkal az eltiltás letöltése után bokasérülést szenvedett. 2014. december 26-án térhetett vissza az első csapatba, amikor 69 percet játszott a Bolton Wanderers elleni 2–1-es vereséggel végződő mérkőzésen. A sérüléséből való visszatérése után újra alapember lett a szezon hátralévő részében, de nehézségei voltak a gólszerzéssel, amit ő maga is elismert, mondván, hogy második szezonja a klubnál kihívásokkal teli volt. 2015. április 4-én szerezte meg harmadik gólját a szezonban, egy 3–3-as döntetlen során a Leeds United ellen. Annak ellenére, hogy a 2014–15-ös szezonban három alkalommal is sérülések miatt kikerült a csapatból, Cairney 45 mérkőzésen lépett pályára, és összesen 3 gólt szerzett. A Blackburn Rovers szurkolói körében rendkívül népszerű játékos volt.

#### Fulham

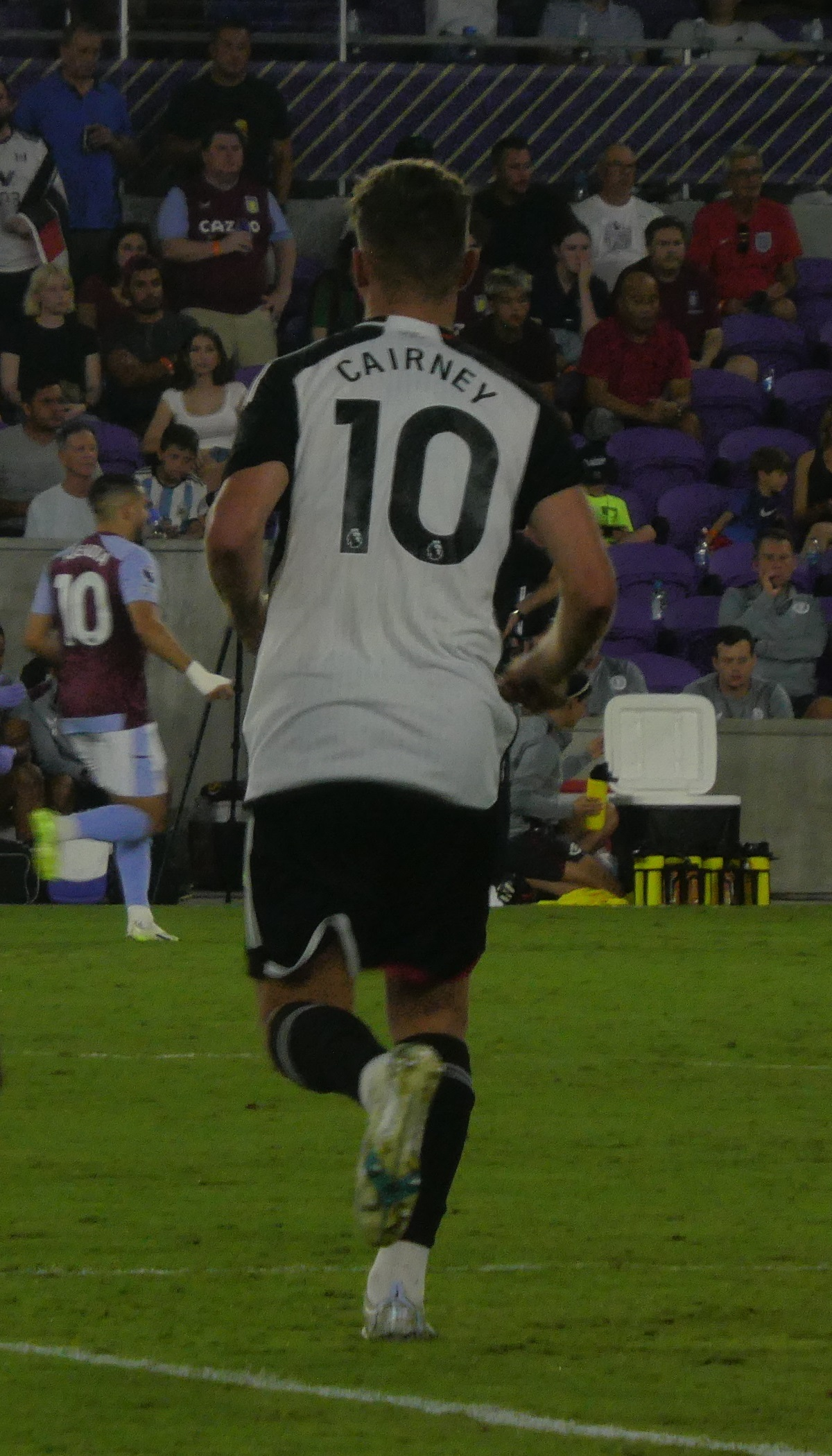
Cairney a Fulham játékosaként 2023-ban.

Cairney 2015. június 26-án írt alá a Fulham csapatához, egy négyéves szerződés keretében, meg nem nevezett összegért. A sajtóhírek szerint 3 millió fontot fizetett a Fulham Cairney játékjogáért. Az új szezonban a 10-es számú mezt kapta, amelyet korábban Bryan Ruiz viselt, aki a nyári átigazolási időszakban távozott a klubtól.
A Cardiff City elleni 1–1-es döntetlen alkalmával debütált a Fulhamben, amely során kezdőként lépett pályára és végigjátszotta a mérkőzést. A folytatásban, 2015. augusztus 15-én a Brighton & Hove Albion elleni 2–1-es hazai vereség alkalmával megszerezte első gólját a klub színeiben, majd négy nappal később, 2015. augusztus 19-én a Hull City elleni 2–1-es vereség alkalmával ismét betalált. Annak ellenére, hogy a csapata kikapott, Cairney-t a mérkőzés emberének választották. A Brighton & Hove Albion elleni gólja pedig elnyerte az augusztusi hónap gólja címet. 2015. szeptember 19-én ismét betalált, ezúttal a Sheffield Wednesday elleni 3–2-es vereség alkalmával. Ugyanakkor 2015. szeptember 29-én, a Wolverhampton Wanderers elleni 3–0-s vereség során Cairney-t a 35. percben kiállították Adam Le Fondre ellen elkövetett „kétlábas szerelésért”. Miután letöltötte három mérkőzésre szóló eltiltását, visszatért a csapatba, és a szezon nagy részében a középpálya jobb oldalán játszott. 2016. február 13-án, a Queens Park Rangers elleni 3–1-es győzelem alkalmával gólt szerzett és egy gólpasszt adott, ezzel véget vetve négy hónapos gólcsendjének. A mérkőzés után őt választották a találkozó legjobbjának. Egy héttel később, 2016. február 20-án, duplázott a Charlton Athletic elleni 3–0-s győzelem során, és további három gólt szerzett a hónapban. Februári kiemelkedő teljesítményéért megkapta a Championship hónap játékosának díjat.
A szezon utolsó mérkőzésén Cairney szerezte a győztes gólt, amelynek köszönhetően a csapat 1–0-ra legyőzte a Bolton Wandererst. Annak ellenére, hogy a szezon későbbi szakaszában két alkalommal is sérülés miatt hiányzott, Cairney összesen 42 mérkőzésen lépett pályára minden sorozatot figyelembe véve, és 8 gólt szerzett. Első szezonjában a Fulhamnél a szurkolók szavazásán a második helyen végzett az Év Játékosa díjért folyó versenyben, Ross McCormack mögött.
A 2016–17-es szezon elején, a Newcastle United elleni nyitómérkőzésen Cairney viselte a csapatkapitányi karszalagot Scott Parker helyett, aki aznap nem lépett pályára kezdőként. Az 1–0-s győzelemmel zárult mérkőzésen ő adta a gólpasszt Matt Smith találatához. A bajnokság első hónapjában két gólt is szerzett, az egyiket a Leeds United, a másikat pedig a Blackburn Rovers ellen. Mindkét mérkőzésen a meccs embere címet érdemelte ki. Emellett jelölték az augusztusi Sky Bet Championship hónap játékosa és hónap gólja díjakra is. Bár október közepén sérülés miatt ki kellett hagynia egy mérkőzést, a szezon nagy részében ő volt a csapatkapitány. Az év végéig további három gólt szerzett, és a Fulhamben nyújtott teljesítménye felkeltette a Premier League csapatai, köztük a Middlesbrough, az Aston Villa és a Newcastle United figyelmét. A Fulham azonban határozottan kijelentette, hogy Cairney nem eladó. Miután a klub a januári átigazolási időszak alatt megtartotta, februárban két gólt is szerzett, egyet a Nottingham Forest, egyet pedig a Bristol City ellen. Teljesítményével kiérdemelte a februári hónap játékosa jelölést.
A Newcastle United elleni 3–1-es győzelemmel záruló mérkőzésen, 2017. március 11-én szerezte a mérkőzés első gólját egy „távolról eleresztett, villámgyors lövéssel”. Májusra már három gólt tett hozzá a mérlegéhez, köztük két gólt szerzett a Huddersfield Town és a Brentford ellen vívott mérkőzéseken. A feljutásért vívott rájátszás első mérkőzésén is betalált, egy 1–1-es döntetlennel zárult találkozón a Reading ellen, de a Fulham a visszavágón 1–0-s vereséget szenvedett, ezzel szertefoszlottak a Premier League-be való feljutásról szőtt álmaik. A 2016–17-es szezonban Cairney összesen 13 gólt szerzett 51 mérkőzésen, osztozkodva Stefan Johansennel a csapat góllövőlistájának első helyén. A szezonban nyújtott kulcsfontosságú teljesítményének köszönhetően Cairney-t a Fulham szezon játékosának, a 2017-es London Football Awards-on pedig az Év EFL-játékosának választották, és bekerült az EFL Championship PFA év csapatába is, Ryan Sessegnonnal együtt.
A 2017–18-as szezon előtt egyéves szerződéshosszabbítást írt alá a Fulhammel, amely 2021-ig biztosította a játékjogát. Az új szezonra ő lett a csapatkapitány, Scott Parker utódjaként. Miután a szezonnyitó mérkőzésen, a Norwich City ellen 1–1-es döntetlennel zárult találkozón pályára lépett, Cairney sérülést szenvedett a Reading elleni barátságos mérkőzés előtt. Nem ez volt az első alkalom, hogy sérüléssel kellett szembenéznie, hiszen már a felkészülési időszakban is hasonló problémával küzdött. Két mérkőzés kihagyása után visszatért a kezdőcsapatba, a Sheffield Wednesday ellen 1–0-ra elveszített mérkőzésen, 2017. augusztus 19-én. 2018 januárjában a Fulham visszautasította a Cairney-ért kapott ajánlatát a West Ham United csapatától, amely 15 és 18 millió fontot fizetett volna érte.
2018 áprilisában jelölték az EFL Championship év játékosa díjra. Május 26-án ő szerezte az egyetlen gólt az Aston Villa ellen a Wembley Stadionban, a 2018-as Championship rájátszás döntőjében, amellyel a Fulham feljutott a Premier League-be.
2019 májusában új, hosszú távú szerződést írt alá a Fulhammel. A klubnál eltöltött négy éve alatt 160 mérkőzésen 28 gólt szerzett.
A 2020-as előszezonban térdsérülést szenvedett. A sérülését úgy kezelte, hogy december 19-ig 10 mérkőzésen tudott játszani. Ezt követően hónapokig sérüléssel küzdött, és márciusban arról számoltak be, hogy az idény során már nem léphet pályára.
Sérüléséből való felépülését követően elsősorban csere volt, bár továbbra is klubjának az elsőszámú csapatkapitánya volt. 2022. augusztus 27-én az Arsenal ellen játszotta 250. mérkőzését a Fulham színeiben.
Első gólját a 2023–24-es szezonban a Nottingham Forest ellen aratott 5–0-s hazai győzelem alkalmával szerezte, 2023. december 6-án. Négy nappal később 300. alkalommal lépett pályára a Fulham színeiben, a West Ham United 5–0-s győzelem során, ahol egy gólpasszt adott, és őt választották a mérkőzés legjobbjának.
2024. január 2-án 2025 nyaráig meghosszabbította szerződését a Fulhammel.
Első gólját a 2024–25-ös szezonban 2024. december 1-jén szerezte, amely az egyenlítő gól volt a Spurs elleni 1–1-es döntetlennel záruló mérkőzésen, és ezen a meccsen egyúttal piros lapot is kapott a második sárga lapos szabálytalansága miatt.

### A válogatottban

#### Utánpótlás válogatottakban
Cairney skót édesapja és angol édesanyja révén jogosult a skót és az angol válogatottban is játszani. A Hull City csapatkapitánya, George Boateng úgy jellemezte Cairneyt, mint aki potenciálisan „hatalmas értéket jelenthetne az angol válogatott számára”. Ugyanakkor azt mondta, hogy hűsége Skóciához kötődik, még akkor is, ha Anglia megkereste volna őt.
2009 szeptemberében hívták be először a skót U19-es válogatottba. 2009. szeptember 9-én, az Izland U19-es csapata ellen 3–1-re elveszített mérkőzésen debütált, ahol kezdőként lépett pályára, és 50 percet játszott, mielőtt lecserélték. A skót U19-es válogatottban Cairney összesen két alkalommal lépett pályára.
2010. augusztus 11-én meghívót kapott a skót U21-es válogatottba, és a svédek elleni mérkőzésen debütált. Ezután, 2011. augusztus 10-én, a Norvégia ellen 3–1-re megnyert mérkőzésen megszerezte első gólját. Összesen hatszor lépett pályára a skót U21-es válogatottban 2010 augusztusa és 2012 februárja között.

#### Felnőtt válogatottban
2017 márciusában kapta meg első meghívóját a skót felnőtt válogatottba. Az első válogatottbeli meghívását követően Cairney elmondta, hogy szeretne tartósan szerepelni a skót válogatottban. A Kanada elleni barátságos mérkőzésen debütált a válogatottban, amely 1–1-es döntetlennel végződött. Második válogatottságára 2018-ban került sor, egy újabb barátságos mérkőzésen, ezúttal Costa Rica ellen.

## Magánélete
Cairney Nottingham városában született és nőtt fel. Édesapja skót származású volt, aki bányászként, majd taxisofőrként dolgozott. Elmondása szerint édesapja fiatal korában gyakran elvitte Skóciába, hogy közösen megnézzék a Celtic mérkőzéseit. Amikor 15-16 éves volt, két hétig a Barclays Banknál dolgozott szakmai gyakorlaton reggel 9-től délután 5-ig, öltönyben és nyakkendőben. Ezt „élete legrosszabb két hetének” nevezte.
2023 júniusában Tom Cairney feleségül vette Abbie Richards modellt egy elegáns vidéki esküvőn. Az ünnepségen számos ismert vendég, köztük futballisták, például Josh Windass és Ryan Sessegnon is részt vettek. A párnak két gyermeke született, Aubrey és Brodie.

## Statisztika

### Klubcsapatokban
2024. december 1-i állapot szerint.
| Klub             | Szezon           | Bajnokság        | Bajnokság | Bajnokság | FA-kupa | FA-kupa | Ligakupa | Ligakupa | Egyéb | Egyéb | Összes | Összes |
| Klub             | Szezon           | Liga             | Mérk.     | Gólok     | Mérk.   | Gólok   | Mérk.    | Gólok    | Mérk. | Gólok | Mérk.  | Gólok  |
| ---------------- | ---------------- | ---------------- | --------- | --------- | ------- | ------- | -------- | -------- | ----- | ----- | ------ | ------ |
| Hull City        | 2009–10          | Premier League   | 11        | 1         | 1       | 0       | 2        | 1        | —     | —     | 14     | 2      |
| Hull City        | 2010–11          | Championship     | 22        | 1         | 0       | 0       | 1        | 0        | —     | —     | 23     | 1      |
| Hull City        | 2011–12          | Championship     | 27        | 0         | 2       | 1       | 0        | 0        | —     | —     | 29     | 1      |
| Hull City        | 2012–13          | Championship     | 10        | 0         | 2       | 1       | 2        | 0        | —     | —     | 14     | 1      |
| Hull City        | Összesen         | Összesen         | 70        | 2         | 5       | 2       | 5        | 1        | —     | —     | 80     | 5      |
| Blackburn Rovers | 2013–14          | Championship     | 37        | 5         | 2       | 0       | 1        | 1        | —     | —     | 40     | 6      |
| Blackburn Rovers | 2014–15          | Championship     | 39        | 3         | 5       | 0       | 1        | 0        | —     | —     | 45     | 3      |
| Blackburn Rovers | Összesen         | Összesen         | 76        | 8         | 7       | 0       | 2        | 1        | —     | —     | 85     | 9      |
| Fulham           | 2015–16          | Championship     | 39        | 8         | 1       | 0       | 2        | 0        | —     | —     | 42     | 8      |
| Fulham           | 2016–17          | Championship     | 45        | 12        | 3       | 0       | 1        | 0        | 2     | 1     | 51     | 13     |
| Fulham           | 2017–18          | Championship     | 34        | 5         | 0       | 0       | 0        | 0        | 3     | 1     | 37     | 6      |
| Fulham           | 2018–19          | Premier League   | 31        | 1         | 1       | 0       | 1        | 0        | —     | —     | 33     | 1      |
| Fulham           | 2019–20          | Championship     | 39        | 8         | 1       | 0       | 0        | 0        | 3     | 0     | 43     | 8      |
| Fulham           | 2020–21          | Premier League   | 10        | 1         | 0       | 0       | 1        | 0        | —     | —     | 11     | 1      |
| Fulham           | 2021–22          | Championship     | 26        | 3         | 2       | 0       | 0        | 0        | —     | —     | 28     | 3      |
| Fulham           | 2022–23          | Premier League   | 33        | 2         | 4       | 1       | 1        | 0        | —     | —     | 38     | 3      |
| Fulham           | 2023–24          | Premier League   | 34        | 1         | 2       | 0       | 6        | 1        | 0     | 0     | 42     | 2      |
| Fulham           | 2024–25          | Premier League   | 10        | 1         | 0       | 0       | 2        | 0        | —     | —     | 12     | 1      |
| Fulham           | Összesen         | Összesen         | 301       | 42        | 14      | 1       | 14       | 1        | 8     | 2     | 337    | 46     |
| Karrier összesen | Karrier összesen | Karrier összesen | 447       | 52        | 26      | 3       | 21       | 3        | 8     | 2     | 502    | 60     |

Jegyzetek
1. 1 2 3  Mérkőzése(i) a Championship rájátszásban

### A válogatottban
2024. december 10-i állapot szerint.
| Skócia   | Skócia | Skócia |
| Év       | Mérk.  | Gólok  |
| -------- | ------ | ------ |
| 2017     | 1      | 0      |
| 2018     | 1      | 0      |
| Összesen | 2      | 0      |

#### Mérkőzései a skót válogatottban
2024. december 10-i állapot szerint.
 megjegyzés Az eredmények a skót válogatott szemszögéből értendők.
| #  | Dátum             | Ellenfél   | Eredmény | Kiírás              | Esemény |
| -- | ----------------- | ---------- | -------- | ------------------- | ------- |
| 1. | 2017. március 22. | Kanada     | 1 – 1    | Barátságos mérkőzés | 76'     |
| 2. | 2018. március 23. | Costa Rica | 0 – 1    | Barátságos mérkőzés | 58'     |

## Sikerei, díjai

### Klubcsapatokban
Fulham
- EFL Championship-győztes: 2021–22; rájátszás-győztes: 2018,[113] 2020[148]

### Egyéni
- Hull City Az év fiatal játékosa: 2008–09[1]
- Blackburn Rovers Az év játékosa: 2013–14[44]
- Fulham A szezon játékosa: 2016–17[102]
- PFA Év csapata: 2016–17 Championship,[104] 2017–18 Championship[149]

## Fordítás
- Ez a szócikk részben vagy egészben  a   Tom Cairney című angol Wikipédia-szócikk ezen változatának fordításán alapul.  Az eredeti cikk szerkesztőit annak laptörténete sorolja fel. Ez a jelzés csupán a megfogalmazás eredetét és a szerzői jogokat jelzi, nem szolgál a cikkben szereplő információk forrásmegjelöléseként.

## További információ(k)

#### Közösségi platformok
- Tom Cairney az Instagramon
- Tom Cairney a Twitteren

#### Egyéb weboldalak
- Tom Cairney adatlapja a Transfermarkt oldalán (angolul)
- Tom Cairney adatlapja a Soccerway oldalon (angolul)
- Tom Cairney adatlapja a National Football Teams oldalán (angolul)
- Tom Cairney adatlapja a Premier League oldalán (angolul)
- Tom Cairney adatlapja a Fulham oldalán (angolul)
- Tom Cairney adatlapja a Skót labdarúgó-szövetség oldalán (angolul)
- Tom Cairney az UEFA adatbázisában (angolul)
- Tom Cairney pályafutásának statisztikái a Soccerbase oldalon (angolul)